# أحمد الديك
أحمد فوزي خالد الديك (وُلد في 24 فبراير 1960 في كفر الديك) عالم اجتماع ودبلوماسي فلسطيني وأحد أعضاء حركة فتح. مثّل منظمة التحرير الفلسطينية في جنيف عام 1991، وصار عضوًا في المجلس التشريعي الفلسطيني في انتخابات 1996 عن دائرة منطقة سلفيت بعد فوزه بـ 6,624 صوت، ولاحقًا سفيرًا لدى اليمن عام 2007. يشغل حاليًا منصب المستشار السياسي لوزير الخارجية والمغتربين.
اعتمدت اللجنة المركزية لحركة فتح في 29 يناير 2006، قرار المجلس الثوري السادس لحركة فتح الصادر في 7 نوفمبر 2005، اعتبار كل من رشح نفسه للانتخابات التشريعية الفلسطينية الثانية ولم يلتزم بقرارات الحركة، اعتباره خارج صفوف الحركة وأطرها.
في 7 فبراير 2007، قرر أمين سر اللجنة المركزية لحركة فتح فاروق القدومي إعادة الاعتبار التنظيمي لكل من فُصل من الحركة عام 2006 جراء ترشحه خارج كتلة حركة فتح البرلمانية في الانتخابات التشريعية الفلسطينية 2006.

## التحصيل العلمي
حصل على درجة البكالوريوس في علم الاجتماع من جامعة بيرزيت عام 1982. كما حصل على درجة الماجستير والدكتوراه في نفس التخصص من جامعات تونس.